# Ван Дао

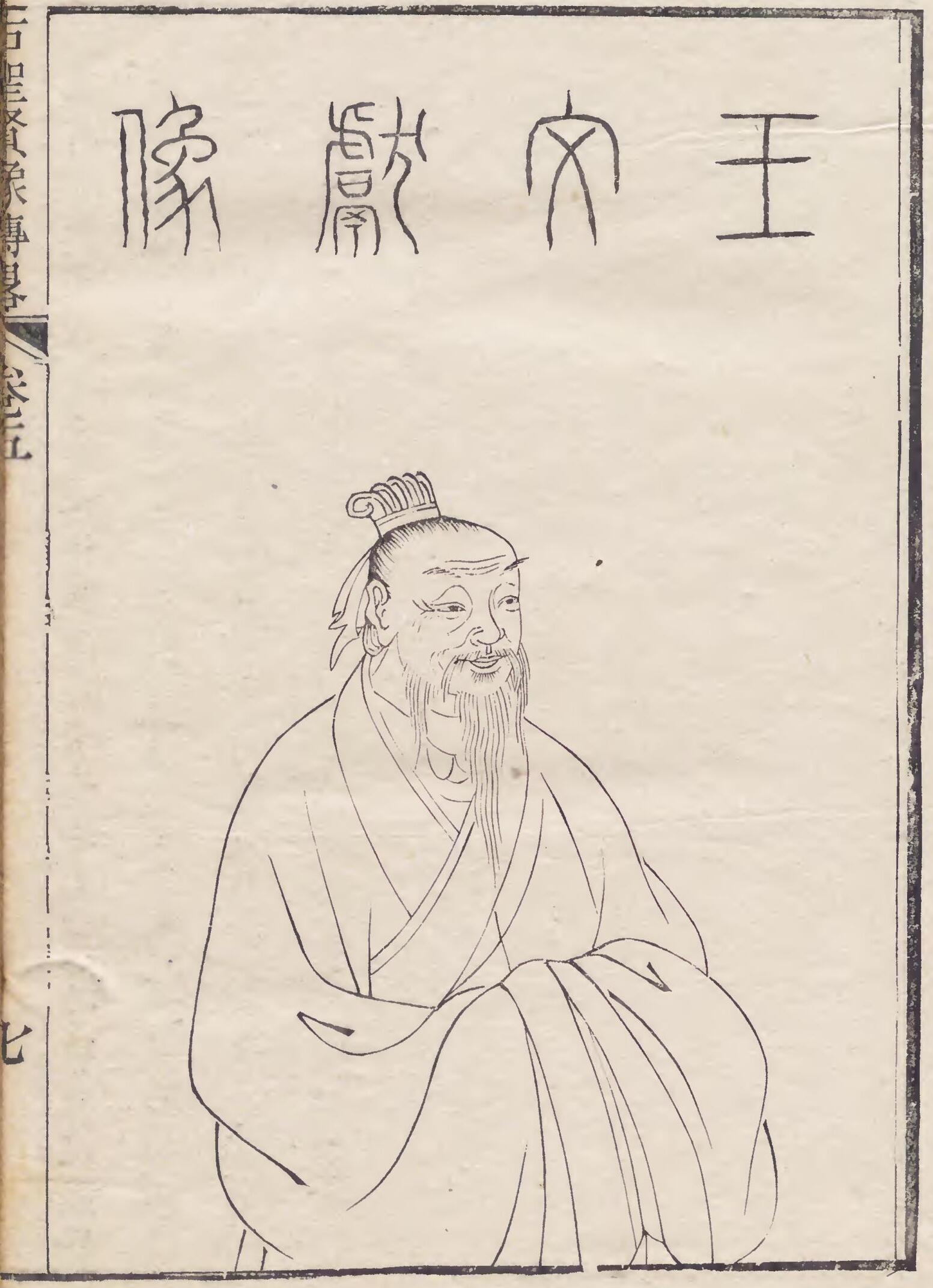
Ван Дао

Ван Дао (кит.: 王導; 276 — 7 вересня 339) — державний та політичний діяч часів Східної Цзінь.

## Життєпис
Походив з північного аристократичного клану Ван, відомого з VIII ст. до н. е. Син Ван Цая, цзі (на кшталт віконта) Цзіцю. Народився 276 року. після здобуття відповідної освіти поступив на службу до Сима Юе, князя Дунхая, що здобув перемогу у війні восьми князів і 309 року став регентом імперії. У той же час Ван Дао затоваришував з Сима Жуєм, князем Лан'є. Допоміг останнього сформувати ефективну адміністрацію в своєму володінні, залучивши фахових та сумлінних чиновників.
З 311 року спонукав Сима Жуя розпочати боротьбу за владу, інтригуючи проти імператора Сима Е і Сима Бао, князя Наньяна. Зрештою 317 року Ван Дао домігся оголошення Сима Жуя імператором та визнання цього знаттю імперії. На дяку отримав посаду ситу (споглядача моралі).
322 року зберігав нейтралітет під час заколоту Ван Дуня проти імператора, більше опікувався збереження життя членів клану Ван. Залишався на своїй посаді до 323 року. 324 року під час заколоту Ван Дуня проти нового імператора Сима Шао допоміг останнього придушити військовий виступив. На дяку 325 року помираючий імператор призначив Ван дао до складу регентської ради при малолітньому синові Сима Яні.
Вступив у протистояння з іншими членами регентської ради — Сима Яном, князем Сіян, та аристократом Юй Ляном. 327 року внаслідок заколоту військовика Су Цзуна владу перебрав останній, але єдиним регентом було призначено Ван Дао. Поступово останній почав інтригувати проти клану Су, що зрештою призвело до збройного протистояння кланів Юй і Ван з одного боку, та клану Су. В цій боротьбі 329 року Су Цзун загинув.
В подальшому фактична влада в імперії зосередилася в Ван Дао і Юй Ляна. Після смерті 339 року Ван дао владу в державі перебрав клан Юй.